# Banner Records

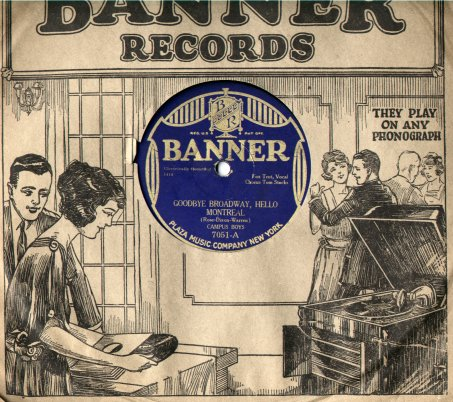
Banner Schallplattenverpackung

Banner Records war ein US-amerikanisches Plattenlabel, das unter anderem Jazz-Aufnahmen verlegte.

## Geschichte
Banner Records wurde 1922 von der Plaza Music Company gegründet. Zunächst wurden teilweise Platten von den Emerson Records und den Paramount Records wieder veröffentlicht. Banners Aufnahme-Studio war in New York City, wo damals die meisten Plattenfirmen ihren Sitz hatten. Aufnahme-Direktor war Adrian Schubert, der auch das firmeneigene Orchester leitete. Das Label galt mit seinen landesweit erhältlichen Veröffentlichungen allgemein als relativ günstig. 1928 fusionierten die Banner Records mit den Pathé Records und den Cameo Records zur American Record Corporation, kurz ARC Records. Bis 1938 veröffentlichte Banner weiterhin Platten, danach nur noch 1939 verschiedene aufgekaufte Platten der Klezmer Records.

## Künstler
- Vernon Dalhart
- Frank Ferera
- Franklyn Baur
- Sam Ku West
- Arthur Fields
- Harlan Lattimore
- Billy Murray
- Frank Luther
- Roy Smeck
- Carson Robison
- Gene Autry
- Red Foley
- Hollywood Dance Orchestra
- Irving Kaufmann
- Elton Britt
- Gil Rodin
- Mississippi Jazz Band